# Камінський Ігор Васильович
І́гор Васи́льович Камі́нський — підполковник Національної гвардії України.

## Життєвий шлях
Мешкає у м. Кам'янське.
На час прибуття підрозділів батальйону «Донбас» в сектор М, на нову базу в аеропорті Маріуполя, у лютому 2015 — капітан, заступник командира 4-ї роти батальйону спеціального призначення «Донбас» 18-го полку оперативного призначення Східного ОТО НГУ, в/ч 3057. Старший на позиціях «фортеці Широкине».
У квітні 2015-го зазнав важкої контузії під час ворожого обстрілу позицій біля села Широкине, біля нього загинув старший сержант Костянтин Малухін-«Марьячи».
Станом на березень 2017 — начальник ППО військової частини 3057.
Його син, Андрій Камінський, загинув у боях за Дебальцеве. Дружина Ольга служить у тій ж військовій частині.
Станом на лютий 2020-го — майор запасу/

## Нагороди та вшанування
- Указом Президента України № 722/2015 від 25 грудня 2015 року — медаллю «Захиснику Вітчизни»[2]